# Imaani
Imaani, pseudonimo di Melonie Crosdale (Nottingham, 1º gennaio 1972), è una cantante britannica.
Ha rappresentato il Regno Unito all'Eurovision Song Contest 1998 con il brano Where Are You.

## Biografia
Imaani è salita alla ribalta con la sua partecipazione a The Great British Song Contest 1998, il processo di selezione del rappresentante britannico per l'Eurovision Song Contest 1998. Dopo aver superato la semifinale del 6 febbraio, il 15 marzo successiva è stata incoronata vincitrice dal televoto nazionale. Ha riproposto il suo brano Where Are You al contest, che si è tenuto il 9 maggio a Birmingham, e si è classificata al 2º posto su 25 partecipanti con 166 punti totalizzati, solo 6 in meno rispetto alla vincitrice israeliana Dana International. Ha ottenuto almeno un punto da tutti i paesi in gara ed ha vinto il voto del pubblico di Croazia e Israele, nonché il voto delle giurie di Romania e Turchia dove non è stato possibile tenere un televoto. Where Are You ha raggiunto il 15º posto della classifica britannica dei singoli, oltre alla 14ª posizione della classifica olandese e alla 12ª della classifica della regione belga delle Fiandre.
Nel corso degli anni 2000 è stata vocalista per varie canzoni dance e trance, ed è stata frequente collaboratrice del gruppo di produttori Copyright. Ha pubblicato musica da solista nel corso degli anni 2010.

## Discografia

### Album
- 2011 - The Garden Sessions (con Chanan Hanspal)
- 2014 - Standing Tall

### Singoli
- 1995 - Easin' My Mind (con gli F.M. Inc.)
- 1998 - Where Are You
- 1999 - You Got a Way
- 2011 - Found My Light
- 2013 - Tear Down
- 2013 - Live Without You
- 2014 - Yeah
- 2017 - Shine